# Гуљија (Катанцаро)
Гуљија је насеље у Италији у округу Катанцаро, региону Калабрија.
Према процени из 2011. у насељу је живело 137 становника. Насеље се налази на надморској висини од 71 м.